# Estella Warren
Estella Warren (ur. 23 grudnia 1978 w Peterborough w prowincji Ontario) – kanadyjska aktorka, modelka, pływaczka synchroniczna.
Córka sprzedawcy używanych samochodów. Mając 12 lat, przeprowadziła się do Toronto, gdzie trenowała pływanie synchroniczne z kadrą młodzieżową. W 1995 roku zdobyła brązowy medal na mistrzostwach świata juniorów.

## Wybrana filmografia
- 2001 - Planeta Małp (Planet of the Apes) jako Daena
- 2001 - Wyścig (Driven) jako Sophia Simone
- 2001 - Uwikłani (Tangled) jako Elise Stevens
- 2001 - Perfumy (Perfume) jako Arrianne
- 2003 - Kangur Jack (Kangaroo Jack) jako Jessie
- 2003 - Cooler (The Cooler) jako Charlene
- 2003 - Oskarżam (Accuse) jako Kimberly
- 2004 - Trespassing (Evil Remains) jako Kristie
- 2004 - Łowca głów (Pursued) jako Emily Keats
- 2004 - Blowing Smoke jako Faye Grainger
- 2005 - Nomad: The Two Worlds
- 2005 - Jej mały sekret (Her Minor Thing) jako Jeana
- 2006 - Pucked jako Jessica
- 2009 - Piękna i Bestia (Beauty and the Beast) jako Bella